# Parafia św. Jozafata Biskupa i Męczennika w Korczówce
Parafia św. Jozafata w Korczówce – parafia znajdująca się w Korczówka diecezji siedleckiej w dekanacie Biała Podlaska-Południe.
Pierwotny kościół drewniany nieznanej daty budowy, w 1875 został zamieniony na cerkiew, rekoncyliowany w 1918. Parafia wznowiona w 1928. Obecny kościół parafialny murowany, wybudowany w latach 1956–1960, staraniem ks. Jana Kurowskiego. Styl neogotycki.
Terytorium parafii obejmuje Korczówkę, Burwin, Kozły, Młyniec oraz Musiejówkę.